# 은하연인전
은하연인전은 대한민국의 만화가 전광철이 네이버 웹툰에 연재했던 만화이다.
21세기에서도 전통을 지키며 살아가는 환씨 가문의 28대손 환성현이 디어터 종족의 외계인,
은하를 만나게 되어 일어나는 일들을 그린 만화이다.